# Puchar CEV siatkarek (1996/1997)
Puchar CEV siatkarek 1996/1997 – 17. sezon turnieju rozgrywanego od 1980 roku, organizowanego przez Europejską Konfederację Piłki Siatkowej (CEV) w ramach europejskich pucharów dla żeńskich klubowych zespołów siatkarskich "starego kontynentu".

## Drużyny uczestniczące
- Stella ES Calais
- Datovoc Tongeren
- Holte IF
- Volley Bartréng
- Orbita Zaporoże
- Urałoczka NTMK Jekaterynburg
- AMVJ Amstelveen
- OK Lukavac
- ŽOK Rijeka
- Dżinestra Odessa
- CV Benidorm
- Atlant Baranowice
- Romanelli Florencja
- Penicilina Iași
- OK Pula
- GC Vilacondense
- Panathinaikos Ateny
- ŽOK Novo Mesto
- Teuta Durrës
- VC Mamer
- Filathlitikos Saloniki
- VBC Cheseaux
- Zrenjanin 023
- KS Elbasani
- 1. VC Schwerte
- Kovrovschik Brześć
- Hapoël Emek Hefer
- ATS SW Klagenfurt
- Boavista Porto
- Mosan Yvoir
- Hakiryatim Kiryat Haim
- VC Wolfurt
- Alpa Roma
- Vakifbank Ankara
- RC Villebon 91
- Schweriner SC
- Galatasaray SK
- Vasas SC
- CV Tenerife
- Rossy Moskwa

## Rozgrywki

### Faza grupowa

#### Grupa A
Tabela
| Lp. | Drużyna          | Pkt | Mecze | Mecze | Mecze | Sety | Sety | Sety  | Małe punkty | Małe punkty | Małe punkty |
| Lp. | Drużyna          | Pkt | M     | W     | P     | wyg. | prz. | ratio | zdob.       | str.        | ratio       |
| --- | ---------------- | --- | ----- | ----- | ----- | ---- | ---- | ----- | ----------- | ----------- | ----------- |
| 1   | Stella ES Calais | 6   | 3     | 3     | 0     | 9    | 3    | 3.000 | 164         | 104         | 1.577       |
| 2   | Datovoc Tongeren | 5   | 3     | 2     | 1     | 8    | 3    | 2.667 | 148         | 93          | 1.591       |
| 3   | Holte IF         | 4   | 3     | 1     | 2     | 4    | 6    | 0.667 | 98          | 123         | 0.797       |
| 4   | Volley Bartréng  | 3   | 3     | 0     | 3     | 0    | 9    | 0.000 | 45          | 135         | 0.333       |

Wyniki
| Data       | Drużyna 1        | Wynik | Drużyna 2        | Sety                          |
| ---------- | ---------------- | ----- | ---------------- | ----------------------------- |
| 29.11.1996 | Datovoc Tongeren | 3:0   | Holte IF         | 15:5, 15:7, 15:11             |
| 29.11.1996 | Volley Bartréng  | 0:3   | Stella ES Calais | 5:15, 6:15, 5:15              |
|            |                  |       |                  |                               |
| 30.11.1996 | Stella ES Calais | 3:2   | Datovoc Tongeren | 15:9, 15:9, 7:15, 6:15, 15:10 |
| 30.11.1996 | Holte IF         | 3:0   | Volley Bartréng  | 15:3, 15:8, 15:6              |
|            |                  |       |                  |                               |
| 01.12.1996 | Datovoc Tongeren | 3:0   | Volley Bartréng  | 15:1, 15:9, 15:2              |
| 01.12.1996 | Stella ES Calais | 3:1   | Holte IF         | 15:2, 16:17, 15:6, 15:5       |

#### Grupa B
Tabela
| Lp. | Drużyna                      | Pkt | Mecze | Mecze | Mecze | Sety | Sety | Sety  | Małe punkty | Małe punkty | Małe punkty |
| Lp. | Drużyna                      | Pkt | M     | W     | P     | wyg. | prz. | ratio | zdob.       | str.        | ratio       |
| --- | ---------------------------- | --- | ----- | ----- | ----- | ---- | ---- | ----- | ----------- | ----------- | ----------- |
| 1   | Orbita Zaporoże              | 6   | 3     | 3     | 0     | 9    | 1    | 9.000 | 148         | 87          | 1.701       |
| 2   | Urałoczka NTMK Jekaterynburg | 5   | 3     | 2     | 1     | 6    | 3    | 2.000 | 129         | 90          | 1.433       |
| 3   | AMVJ Amstelveen              | 4   | 3     | 1     | 2     | 4    | 6    | 0.667 | 116         | 105         | 1.105       |
| 4   | OK Lukavac                   | 3   | 3     | 0     | 3     | 0    | 9    | 0.000 | 24          | 135         | 0.178       |

Wyniki
| Data       | Drużyna 1                    | Wynik | Drużyna 2                    | Sety                     |
| ---------- | ---------------------------- | ----- | ---------------------------- | ------------------------ |
| 29.11.1996 | AMVJ Amstelveen              | 0:3   | Urałoczka NTMK Jekaterynburg | 13:15, 11:15, 7:15       |
| 29.11.1996 | Orbita Zaporoże              | 3:0   | OK Lukavac                   | 15:3, 15:1, 15:4         |
|            |                              |       |                              |                          |
| 30.11.1996 | Urałoczka NTMK Jekaterynburg | 3:0   | OK Lukavac                   | 15:2, 15:3, 15:7         |
| 30.11.1996 | Orbita Zaporoże              | 3:1   | AMVJ Amstelveen              | 15:7, 15:12, 11:15, 15:6 |
|            |                              |       |                              |                          |
| 01.12.1996 | OK Lukavac                   | 0:3   | AMVJ Amstelveen              | 0:15, 2:15, 2:15         |
| 01.12.1996 | Urałoczka NTMK Jekaterynburg | 0:3   | Orbita Zaporoże              | 11:15, 14:16, 14:16      |

#### Grupa C
Tabela
| Lp. | Drużyna           | Pkt | Mecze | Mecze | Mecze | Sety | Sety | Sety  | Małe punkty | Małe punkty | Małe punkty |
| Lp. | Drużyna           | Pkt | M     | W     | P     | wyg. | prz. | ratio | zdob.       | str.        | ratio       |
| --- | ----------------- | --- | ----- | ----- | ----- | ---- | ---- | ----- | ----------- | ----------- | ----------- |
| 1   | ŽOK Rijeka        | 6   | 3     | 3     | 0     | 9    | 1    | 9.000 | 145         | 80          | 1.813       |
| 2   | Dżinestra Odessa  | 5   | 3     | 2     | 1     | 6    | 4    | 1.500 | 128         | 103         | 1.243       |
| 3   | CV Benidorm       | 4   | 3     | 1     | 2     | 5    | 6    | 0.833 | 128         | 141         | 0.908       |
| 4   | Atlant Baranowice | 3   | 3     | 0     | 3     | 0    | 9    | 0.000 | 59          | 136         | 0.434       |

Wyniki
| Data       | Drużyna 1         | Wynik | Drużyna 2         | Sety                      |
| ---------- | ----------------- | ----- | ----------------- | ------------------------- |
| 29.11.1996 | Atlant Baranowice | 0:3   | ŽOK Rijeka        | 2:15, 8:15, 2:15          |
| 29.11.1996 | Dżinestra Odessa  | 3:1   | CV Benidorm       | 15:11, 10:15, 15:11, 15:5 |
|            |                   |       |                   |                           |
| 30.11.1996 | ŽOK Rijeka        | 3:0   | Dżinestra Odessa  | 15:9, 15:10, 15:9         |
| 30.11.1996 | CV Benidorm       | 3:0   | Atlant Baranowice | 16:14, 15:4, 15:13        |
|            |                   |       |                   |                           |
| 01.12.1996 | Dżinestra Odessa  | 3:0   | Atlant Baranowice | 15:10, 15:3, 15:3         |
| 01.12.1996 | CV Benidorm       | 1:3   | ŽOK Rijeka        | 10:15, 15:10, 8:15, 7:15  |

#### Grupa D
Tabela
| Lp. | Drużyna             | Pkt | Mecze | Mecze | Mecze | Sety | Sety | Sety  | Małe punkty | Małe punkty | Małe punkty |
| Lp. | Drużyna             | Pkt | M     | W     | P     | wyg. | prz. | ratio | zdob.       | str.        | ratio       |
| --- | ------------------- | --- | ----- | ----- | ----- | ---- | ---- | ----- | ----------- | ----------- | ----------- |
| 1   | Romanelli Florencja | 6   | 3     | 3     | 0     | 9    | 1    | 9.000 | 144         | 60          | 2.400       |
| 2   | Penicilina Iași     | 5   | 3     | 2     | 1     | 7    | 4    | 1.750 | 131         | 102         | 1.284       |
| 3   | OK Pula             | 4   | 3     | 1     | 2     | 4    | 6    | 0.667 | 103         | 124         | 0.831       |
| 4   | GC Vilacondense     | 3   | 3     | 0     | 3     | 0    | 9    | 0.000 | 43          | 135         | 0.319       |

Wyniki
| Data       | Drużyna 1           | Wynik | Drużyna 2           | Sety                      |
| ---------- | ------------------- | ----- | ------------------- | ------------------------- |
| 29.11.1996 | Penicilina Iași     | 1:3   | Romanelli Florencja | 4:15, 15:9, 3:15, 7:15    |
| 29.11.1996 | OK Pula             | 3:0   | GC Vilacondense     | 15:10, 15:7, 15:5         |
|            |                     |       |                     |                           |
| 30.11.1996 | GC Vilacondense     | 0:3   | Romanelli Florencja | 4:15, 4:15, 1:15          |
| 30.11.1996 | OK Pula             | 1:3   | Penicilina Iași     | 10:15, 1:15, 15:12, 10:15 |
|            |                     |       |                     |                           |
| 01.12.1996 | Penicilina Iași     | 3:0   | GC Vilacondense     | 15:2, 15:3, 15:7          |
| 01.12.1996 | Romanelli Florencja | 3:0   | OK Pula             | 15:4, 15:5, 15:13         |

#### Grupa E
Tabela
| Lp. | Drużyna             | Pkt | Mecze | Mecze | Mecze | Sety | Sety | Sety  | Małe punkty | Małe punkty | Małe punkty |
| Lp. | Drużyna             | Pkt | M     | W     | P     | wyg. | prz. | ratio | zdob.       | str.        | ratio       |
| --- | ------------------- | --- | ----- | ----- | ----- | ---- | ---- | ----- | ----------- | ----------- | ----------- |
| 1   | Panathinaikos Ateny | 6   | 3     | 3     | 0     | 9    | 0    | MAX   | 135         | 48          | 2.813       |
| 2   | ŽOK Novo Mesto      | 5   | 3     | 2     | 1     | 6    | 4    | 1.500 | 123         | 91          | 1.352       |
| 3   | Teuta Durrës        | 4   | 3     | 1     | 2     | 4    | 8    | 0.500 | 112         | 141         | 0.794       |
| 4   | VC Mamer            | 3   | 3     | 0     | 3     | 2    | 9    | 0.222 | 68          | 157         | 0.433       |

Wyniki
| Data       | Drużyna 1           | Wynik | Drużyna 2           | Sety                           |
| ---------- | ------------------- | ----- | ------------------- | ------------------------------ |
| 29.11.1996 | Panathinaikos Ateny | 3:0   | Teuta Durrës        | 15:3, 15:1, 15:11              |
| 29.11.1996 | ŽOK Novo Mesto      | 3:0   | VC Mamer            | 15:4, 15:5, 15:7               |
|            |                     |       |                     |                                |
| 30.11.1996 | VC Mamer            | 0:3   | Panathinaikos Ateny | 8:15, 3:15, 1:15               |
| 30.11.1996 | ŽOK Novo Mesto      | 3:1   | Teuta Durrës        | 15:4, 12:15, 15:5, 15:6        |
|            |                     |       |                     |                                |
| 01.12.1996 | Teuta Durrës        | 3:2   | VC Mamer            | 12:15, 10:15, 15:1, 15:0, 15:9 |
| 01.12.1996 | Panathinaikos Ateny | 3:0   | ŽOK Novo Mesto      | 15:5, 15:12, 15:4              |

#### Grupa F
Tabela
| Lp. | Drużyna                | Pkt | Mecze | Mecze | Mecze | Sety | Sety | Sety  | Małe punkty | Małe punkty | Małe punkty |
| Lp. | Drużyna                | Pkt | M     | W     | P     | wyg. | prz. | ratio | zdob.       | str.        | ratio       |
| --- | ---------------------- | --- | ----- | ----- | ----- | ---- | ---- | ----- | ----------- | ----------- | ----------- |
| 1   | Filathlitikos Saloniki | 6   | 3     | 3     | 0     | 9    | 1    | 9.000 | 148         | 67          | 2.209       |
| 2   | VBC Cheseaux           | 5   | 3     | 2     | 1     | 6    | 4    | 1.500 | 121         | 101         | 1.198       |
| 3   | Zrenjanin 023          | 4   | 3     | 1     | 2     | 3    | 6    | 0.500 | 93          | 122         | 0.762       |
| 4   | KS Elbasani            | 3   | 3     | 0     | 3     | 2    | 9    | 0.222 | 90          | 162         | 0.556       |

Wyniki
| Data       | Drużyna 1              | Wynik | Drużyna 2              | Sety                    |
| ---------- | ---------------------- | ----- | ---------------------- | ----------------------- |
| 29.11.1996 | KS Elbasani            | 1:3   | Filathlitikos Saloniki | 15:13, 4:15, 4:15, 3:15 |
| 29.11.1996 | VBC Cheseaux           | 3:0   | Zrenjanin 023          | 15:13, 15:4, 15:7       |
|            |                        |       |                        |                         |
| 30.11.1996 | Zrenjanin 023          | 0:3   | Filathlitikos Saloniki | 12:15, 5:15, 5:15       |
| 30.11.1996 | VBC Cheseaux           | 3:1   | KS Elbasani            | 12:15, 15:9, 15:2, 15:6 |
|            |                        |       |                        |                         |
| 01.12.1996 | KS Elbasani            | 0:3   | Zrenjanin 023          | 16:17, 12:15, 4:15      |
| 01.12.1996 | Filathlitikos Saloniki | 3:0   | VBC Cheseaux           | 15:10, 15:1, 15:8       |

#### Grupa G
Tabela
| Lp. | Drużyna            | Pkt | Mecze | Mecze | Mecze | Sety | Sety | Sety  | Małe punkty | Małe punkty | Małe punkty |
| Lp. | Drużyna            | Pkt | M     | W     | P     | wyg. | prz. | ratio | zdob.       | str.        | ratio       |
| --- | ------------------ | --- | ----- | ----- | ----- | ---- | ---- | ----- | ----------- | ----------- | ----------- |
| 1   | 1. VC Schwerte     | 6   | 3     | 3     | 0     | 9    | 1    | 9.000 | 147         | 68          | 2.162       |
| 2   | Kovrovschik Brześć | 5   | 3     | 2     | 1     | 6    | 3    | 2.000 | 111         | 100         | 1.110       |
| 3   | Hapoël Emek Hefer  | 4   | 3     | 1     | 2     | 4    | 6    | 0.667 | 111         | 128         | 0.867       |
| 4   | ATS SW Klagenfurt  | 3   | 3     | 0     | 3     | 0    | 9    | 0.000 | 62          | 135         | 0.459       |

Wyniki
| Data       | Drużyna 1          | Wynik | Drużyna 2          | Sety                     |
| ---------- | ------------------ | ----- | ------------------ | ------------------------ |
| 29.11.1996 | ATS SW Klagenfurt  | 0:3   | Hapoël Emek Hefer  | 6:15, 11:15, 8:15        |
| 29.11.1996 | 1. VC Schwerte     | 3:0   | Kovrovschik Brześć | 15:1, 15:9, 15:10        |
|            |                    |       |                    |                          |
| 30.11.1996 | Kovrovschik Brześć | 3:0   | Hapoël Emek Hefer  | 15:4, 16:14, 15:13       |
| 30.11.1996 | 1. VC Schwerte     | 3:0   | ATS SW Klagenfurt  | 15:8, 15:2, 15:3         |
|            |                    |       |                    |                          |
| 01.12.1996 | Kovrovschik Brześć | 3:0   | ATS SW Klagenfurt  | 15:5, 15:12, 15:7        |
| 01.12.1996 | Hapoël Emek Hefer  | 1:3   | 1. VC Schwerte     | 15:12, 10:15, 4:15, 6:15 |

#### Grupa H
Tabela
| Lp. | Drużyna                | Pkt | Mecze | Mecze | Mecze | Sety | Sety | Sety  | Małe punkty | Małe punkty | Małe punkty |
| Lp. | Drużyna                | Pkt | M     | W     | P     | wyg. | prz. | ratio | zdob.       | str.        | ratio       |
| --- | ---------------------- | --- | ----- | ----- | ----- | ---- | ---- | ----- | ----------- | ----------- | ----------- |
| 1   | Boavista Porto         | 6   | 3     | 3     | 0     | 9    | 0    | MAX   | 135         | 63          | 2.143       |
| 2   | Mosan Yvoir            | 5   | 3     | 2     | 1     | 6    | 3    | 2.000 | 123         | 102         | 1.206       |
| 3   | Hakiryatim Kiryat Haim | 4   | 3     | 1     | 2     | 3    | 7    | 0.429 | 100         | 128         | 0.781       |
| 4   | VC Wolfurt             | 3   | 3     | 0     | 3     | 1    | 9    | 0.111 | 80          | 145         | 0.552       |

Wyniki
| Data       | Drużyna 1              | Wynik | Drużyna 2              | Sety                     |
| ---------- | ---------------------- | ----- | ---------------------- | ------------------------ |
| 29.11.1996 | Mosan Yvoir            | 0:3   | Boavista Porto         | 10:15, 13:15, 10:15      |
| 29.11.1996 | VC Wolfurt             | 1:3   | Hakiryatim Kiryat Haim | 8:15, 15:10, 2:15, 13:15 |
|            |                        |       |                        |                          |
| 30.11.1996 | Hakiryatim Kiryat Haim | 0:3   | Mosan Yvoir            | 8:15, 8:15, 11:15        |
| 30.11.1996 | Boavista Porto         | 3:0   | VC Wolfurt             | 15:1, 15:4, 15:7         |
|            |                        |       |                        |                          |
| 01.12.1996 | Hakiryatim Kiryat Haim | 0:3   | Boavista Porto         | 8:15, 1:15, 9:15         |
| 01.12.1996 | VC Wolfurt             | 0:3   | Mosan Yvoir            | 11:15, 9:15, 10:15       |

### 1/8 finału
| Data       | Drużyna 1           | Wynik | Drużyna 2              | Sety                            |
| ---------- | ------------------- | ----- | ---------------------- | ------------------------------- |
| 08.01.1997 | Panathinaikos Ateny | 2:3   | Alpa Roma              | 8:15, 9:15, 15:10, 15:13, 7:15  |
| 14.01.1997 | Panathinaikos Ateny | 0:3   | Alpa Roma              | 9:15, 4:15, 0:15                |
| 14.01.1997 | Vakifbank Ankara    | 3:0   | Filathlitikos Saloniki | 15:0, 15:2, 15:4                |
| 15.01.1997 | Vakifbank Ankara    | 3:0   | Filathlitikos Saloniki | 15:1, 15:3, 15:5                |
| 08.01.1997 | Romanelli Florencja | 3:0   | RC Villebon 91         | 15:3, 15:4, 15:4                |
| 15.01.1997 | Romanelli Florencja | 3:2   | RC Villebon 91         | 15:9, 15:11, 12:15, 5:15, 15:13 |
| 08.01.1997 | Schweriner SC       | 3:0   | 1. VC Schwerte         | 16:14, 15:10, 15:6              |
| 15.01.1997 | Schweriner SC       | 3:0   | 1. VC Schwerte         | 15:9, 16:14, 15:7               |
| 08.01.1997 | Galatasaray Stambuł | 3:0   | Boavista Porto         | 15:6, 15:4, 15:10               |
| 15.01.1997 | Galatasaray Stambuł | 1:3   | Boavista Porto         | 3:15, 1:15, 16:14, 6:15         |
| 09.01.1997 | Orbita Zaporoże     | 3:0   | Vasas Budapeszt        | 15:4, 15:9, 15:7                |
| 10.01.1997 | Orbita Zaporoże     | 3:0   | Vasas Budapeszt        | 15:8, 15:12, 15:10              |
| 08.01.1997 | CV Tenerife         | 0:3   | Stella ES Calais       | 12:15, 12:15, 16:17             |
| 15.01.1997 | CV Tenerife         | 3:2   | Stella ES Calais       | 15:12, 2:15, 10:15, 15:2, 15:11 |
| 10.01.1997 | ŽOK Rijeka          | 3:1   | Rossy Moskwa           | 15:12, 15:4, 9:15, 15:8         |
| 11.01.1997 | ŽOK Rijeka          | 3:1   | Rossy Moskwa           | 15:6, 15:17, 15:8, 17:16        |

### 1/4 finału
| Data       | Drużyna 1           | Wynik | Drużyna 2           | Sety                              |
| ---------- | ------------------- | ----- | ------------------- | --------------------------------- |
| 06.02.1997 | Vakifbank Ankara    | 3:1   | Alpa Roma           | 15:12, 12:15, 15:12, 15:3         |
| 11.02.1997 | Vakifbank Ankara    | 0:3   | Alpa Roma           | 4:15, 9:15, 12:15                 |
| 05.02.1997 | Schweriner SC       | 3:2   | Romanelli Florencja | 15:11, 12:15, 12:15, 15:12, 15:13 |
| 11.02.1997 | Schweriner SC       | 0:3   | Romanelli Florencja | 14:16, 13:15, 7:15                |
| 05.02.1997 | Galatasaray Stambuł | 3:0   | Orbita Zaporoże     | 15:7, 15:13, 15:6                 |
| 12.02.1997 | Galatasaray Stambuł | 2:3   | Orbita Zaporoże     | 9:15, 15:6, 15:8, 10:15, 11:15    |
| 05.02.1997 | Stella ES Calais    | 3:0   | ŽOK Rijeka          | 15:7, 16:14, 15:5                 |
| 12.02.1997 | Stella ES Calais    | 1:3   | ŽOK Rijeka          | 14:16, 16:14, 6:15, 15:17         |

### Turniej finałowy
Rzym

#### Półfinał
| Data       | Drużyna 1           | Wynik | Drużyna 2           | Sety               |
| ---------- | ------------------- | ----- | ------------------- | ------------------ |
| 28.02.1997 | Romanelli Florencja | 3:0   | Stella ES Calais    | 15:10, 15:5, 15:3  |
| 28.02.1997 | Alpa Roma           | 3:0   | Galatasaray Stambuł | 15:10, 15:11, 15:2 |

#### Mecz o 3. miejsce
| Data       | Drużyna 1           | Wynik | Drużyna 2        | Sety                            |
| ---------- | ------------------- | ----- | ---------------- | ------------------------------- |
| 01.03.1997 | Galatasaray Stambuł | 3:2   | Stella ES Calais | 15:17, 15:10, 11:15, 15:4, 15:8 |

#### Finał
| Data       | Drużyna 1 | Wynik | Drużyna 2           | Sety                            |
| ---------- | --------- | ----- | ------------------- | ------------------------------- |
| 01.03.1997 | Alpa Roma | 3:2   | Romanelli Florencja | 15:17, 9:15, 15:10, 15:8, 15:11 |

## Klasyfikacja końcowa
| Miejsce | Drużyna             |
| ------- | ------------------- |
| złoto   | Alpa Roma           |
| srebro  | Romanelli Florencja |
| brąz    | Galatasaray SK      |
| 4.      | Stella ES Calais    |